# クロちゃんずラブ〜やっぱり、愛だしん〜
『クロちゃんずラブ〜やっぱり、愛だしん〜』（クロちゃんずラブ やっぱり、あいだしん）は、2023年3月22日18時より動画配信サービス「Paravi」で配信中の連続ドラマ。主演は野村周平。
テレビ企画などでモンスター芸人と呼ばれるクロちゃん（安田大サーカス）の半生を、本人ほか歴代マネージャー、仲の良い芸能人、さらには元カノなど周辺者に合計30時間超えのインタビューを重ね調査し、これまで明かされなかった彼の恋愛を中心とした驚愕のエピソードが描かれる。
また、クロちゃん本人、小峠英二（バイきんぐ）、藤本美貴、高橋みなみが出演して感想を述べる、インターミッションのスタジオパートが設けられている。

## あらすじ
黒川明人は愛嬌と高い行動力でしばしば意中の女性の好感を得るが、虚言癖の露呈や奇行でその女性に嫌われてしまう。

## キャスト

### 主要人物
黒川明人 / クロちゃん
演 - 野村周平
本作の主人公。

### ゲスト

#### 第1話
歩美
演 - 伊原六花
黒川の通う高校の優等生。
黒川の母
演 - 正木佐和（第2話・第3話）

#### 第2話
京子
演 - 田鍋梨々花
黒川の通う短大の同級生。骨折して車椅子生活を送る。
脇坂
演 - 渡邉伶
黒川と同じ短大の爽やかイケメン。

#### 第3話
美緒
演 - 川津明日香
アイドル志望の女性。
テレビ番組出演者
演 - 小野島徹（駆け抜けて軽トラ）、てりやきポップコーン、共犯者
黒川の妹
演 - 清田みくり
黒川の父
演 - 渡部遼介

#### 第4話
ルミ
演 - 佐野ひなこ
キャバ嬢。
キャバ嬢
演 - ハナエモンスター、モモチ・ンゲール、ナオ・オブ・ナオ、レオナエンパイア、ミユキエンジェル（以上、豆柴の大群）
菊地
演 - 菊地優志（ワンワンニャンニャン）（第5話）
クロちゃんの後輩芸人。
メイ
演 - 鈴木美羽
キャバ嬢。
カスミ
演 - 長谷川愛里
デリヘル嬢。

#### 第5話
亜希子
演 - 松井愛莉
クロちゃんが出会った瞬間に恋に落ちる女性。
舞
演 - 米野真織
亜希子の友人。

## スタッフ
- 企画 - 原央海[1]
- 脚本 - 政池洋佑[1]、平岡達哉[1]
- 監督 - 田島与真[1]
- プロデューサー - 宮崎陽央[1]、山田奈那子[1]、渡邊宏[1]、内田安妃子[1]
- 製作協力 - ジッピー・プロダクション[1]
- 製作著作 - Paravi[1]
- 宣伝 - 鈴木章太

## 配信日程
| 話数                         | 配信日  | 脚本     |
| ---------------------------- | ------- | -------- |
| プロローグ                   | 3月22日 | -        |
| 第1話                        | 3月22日 | 政池洋佑 |
| 第2話                        | 3月22日 | 政池洋佑 |
| 第3話                        | 3月23日 | 平岡達哉 |
| 第4話                        | 3月24日 | 平岡達哉 |
| 最終話                       | 3月25日 | 政池洋佑 |
| 収録後クロちゃんインタビュー | 3月28日 | -        |

- プロローグ[注 2]、第1話、インタビューは無料配信。